# Nadia Benabdelhafid
Nadia Benabdelhafid, née le 24 juin 1990 à Bordeaux, est une joueuse internationale algérienne de handball, évoluant au poste de gardienne,.

## Biographie
Nadia commence sa carrière de handball avec le club de Lormont. 
Capitaine d’une formation nordiste de Lomme Lille Métropole Handball.
En 2016, elle est convoquée en équipe d'Algérie, avec laquelle elle participe au Championnat d'Afrique 2016 et également l’année 2018, puis au Championnat d'Afrique des nations 2022. Elle réalise également les jeux méditerranéens avec l’équipe nationale d’Algérie l’année suivante.

## Palmarès
- 6e place au Championnat d'Afrique 2016
- 8e place au Championnat d'Afrique 2018
- 10e place au Championnat d'Afrique 2022